# Wassertorstraße 4 (Gernrode)

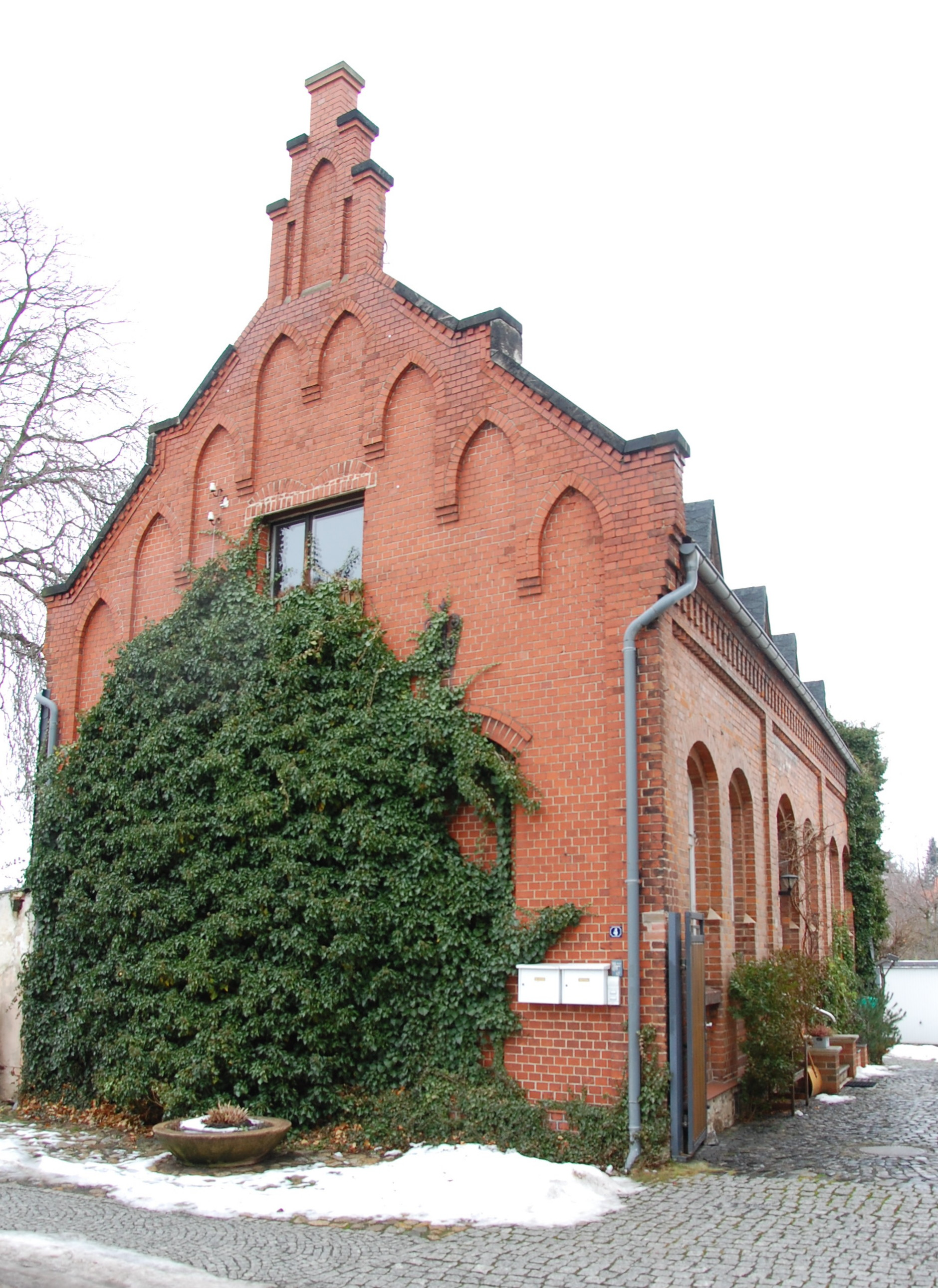
Haus Wassertorstraße 4

Das Haus Wassertorstraße 4 ist ein denkmalgeschütztes Gebäude in dem zur Stadt Quedlinburg in Sachsen-Anhalt gehörenden Ortsteil Stadt Gernrode.

## Lage
Es befindet sich nordwestlich der Gernröder Altstadt und ist im örtlichen Denkmalverzeichnis als Gemeindehaus eingetragen.

## Architektur und Geschichte
Das in massiver Bauweise errichtete giebelständig zur Straße ausgerichtete Gebäude entstand in der Zeit um 1890/1900. Andere Angaben geben für das Grundstück für das Jahr 1906 den Umbau einer aus dem Jahr 1776 stammenden Scheune zum Gemeindehaus an.
Der Klinkergiebel ist im Stil der Neogotik gestaltet und verfügt über einen gestaffelten Aufsatz. Die Gliederung der Fläche erfolgt durch Blendarkaden. Die Längsseiten verfügen über gestufte Segmentbogenfenster und rahmende Wandvorlagen.
Das Gebäude diente als Versammlungshaus der evangelischen Kirchengemeinde. Im Jahr 1998 gelangte das Anwesen in Privatbesitz.